# Routot
Routot település Franciaországban, Eure megyében. Lakosainak száma 1659 fő (2022. január 1.). Routot Éturqueraye, Hauville, La Haye-Aubrée, La Haye-de-Routot és Rougemontiers községekkel határos.

## Népesség
A település népessége az elmúlt években az alábbi módon változott:
| Lakosok száma | 882  | 1079 | 1043 | 1314 | 1485 | 1538 | 1600 | 1679 | 1699 | 1659 |
|               | 1968 | 1982 | 1990 | 2006 | 2013 | 2015 | 2017 | 2019 | 2020 | 2022 |